# Lucílio de Albuquerque
Lucílio Albuquerque (Barras, 9 mai 1877 - Rio de Janeiro, 19 avril 1939) est un peintre, dessinateur et professeur brésilien.

## Biographie

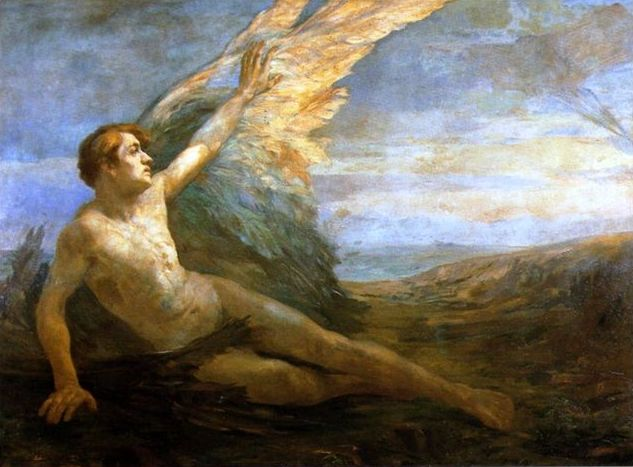
L'éveil d'Icare (1910), par Lucílio de Albuquerque. Collection du Musée national des beaux-arts de Rio de Janeiro.

En 1906, il reçoit le Prix de Voyage ENBA, avec la toile Anchieta écrivant le poème à la Vierge, appartenant aujourd'hui au Musée Dom João VI, de l'École des Beaux-Arts de l'Université fédérale de Rio de Janeiro. Peu de temps après, il épouse sa collègue de l'Académie, Georgina de Albuquerque ; toujours en 1906, tous deux partent pour la France, où ils restent cinq ans. À Paris, Lucilio fréquente l'Académie Julian - où il étudie avec Marcel Baschet, Henry Royer et Jean-Paul Laurens - et aussi l'atelier d'Eugène Grasset, maître de l'art nouveau comme Eliseu Visconti l'a fait quelques années auparavant. Lors de son séjour dans la ville lumière, il expose avec succès au Salon des Artistes Français.